# ジェイク・コンセプション
ジェイク・コンセプション（Jake H. Concepcion、1936年1月13日 - 2017年12月4日）は、フィリピン出身のサクソフォーン奏者。アジア諸国で「King of Sax」と称されるサクソフォーン奏者である。

## 略歴
キリスト教学校でクラシックを生び、7歳からクラリネットを始める。15歳の時にスウィング・ジャズに親しんだことをきっかけにアルト・サクソフォーンをはじめる。19歳からプロキャリアをスタートさせ、1964年、23歳の時に単身来日した。
以後、スタジオ・ミュージシャンとして数多くのアーティストのバックバンド・メンバーを務める。特に1970年代・1980年代前半においては、吉田拓郎のコンサートや、ゴダイゴ・大瀧詠一・さだまさし・中島みゆき・松任谷由実・松田聖子 ・岡田有希子などのアルバムに参加し、なくてはならない存在となっていた。また、松田聖子の「SWEET MEMORIES」などの曲ではサクソフォーンパートの編曲も行っている。また、木村好夫や千代正行と共に演歌の録音も多数行っており、それらの音源は日本コロムビアのCD-BOX『サックスは歌う』や、『歌のない歌謡曲』のカセットテープ等で聴くことができる。
サクソフォーンのみならずバーテンダーとしての腕も一流との評価もある旨、所属事務所のプロフィールにも明記されており、これがきっかけでラジオ番組『サントリー・サタデー・ウェイティング・バー』のバーテンダー役（本人役）を長年務めていたことでも知られる。
2002年にキリン・ラガー・ビールのCMではベーシストでもあるいかりや長介との共演が話題となる。
古稀を超えても演奏家として活動を続けていたが、2017年1月に活動を休止し、同年12月に死去した。
因みにファミリーネームであるコンセプションは一見すると芸名っぽいが、スペイン語起源の姓コンセプシオン（Concepción, Concepcion）の別表記で、実在するファミリーネームで本名である。決して芸名として考えられた物ではない。

## 参加作品

### あ行
- アリス
  - 『栄光への脱出〜武道館ライブ』
- 杏里
  - 「悲しみがとまらない」
  - 『WAVE』
- 石川秀美
  - 「愛の呪文」
- 五十嵐浩晃
  - 『DISTANCE』
  - 『愛のためにぼくが出来ること』
- 稲垣潤一
  - 『唇を動かさないで』
  - 『君らしくない』
  - 『いちばん近い他人』
- 井上陽水
  - 『スニーカーダンサー』
  - 『EVERY NIGHT』
  - 『ハンサムボーイ』
  - 『UNDER THE SUN』
- 岩崎宏美
  - 「聖母たちのララバイ」
- 上田浩恵
  - 『blew』
- 大野雄二
  - 『野性の証明 オリジナル・サウンドトラック』
- 尾崎亜美
  - 『Stop Motion』
  - 『PRISMY』
  - 『MERIDIAN-MELON』
- 小沢健二
  - 『LIFE』[注 1]
  - 「ラブリー」[注 1]
- 欧陽菲菲
  - 「ラヴ・イズ・オーヴァー」

### か行
- 甲斐バンド
  - 『GOLD/黄金』
  - 『ラヴ・マイナス・ゼロ』
  - 『REPEAT & FADE』
- 甲斐よしひろ
  - 『ストレート・ライフ』
- カシオペア
  - 『SUPER FLIGHT』
- 門あさ美
  - 『PRIVATE MALE』
- 角松敏生
  - 『SEA BREEZE』
  - 『ON THE CITY SHORE』
  - 「DO YOU WANNA DANCE」
  - 『AFTER 5 CLASH』
  - 『GOLD DIGGER〜with true love〜』
  - 「THIS IS MY TRUTH 〜SHININ' STAR〜」
  - 『SEA IS A LADY』
- 河合その子
  - 『その子』
- KAN
  - 『GIRL TO LOVE』
  - 『HAPPY TITLE -幸福選手権-』
  - 『野球選手が夢だった。』
  - 『ゆっくり風呂につかりたい』
  - 『弱い男の固い意志』
- 吉川晃司
  - 『MODERN TIME』
- 菊池桃子
  - 「もう逢えないかもしれない」
- 来生たかお
  - 『Sparkle』
- 小泉今日子
  - 「なんてったってアイドル」
- 郷ひろみ
  - 「お嫁サンバ」
  - 『比呂魅卿の犯罪』
  - 『ALLUSION』
- 後藤次利
  - 『ON Bass』
  - 『Mr.Bassman』
- 近藤真彦
  - 「ギンギラギンにさりげなく」

### さ行
- 西城秀樹
  - 「YOUNG MAN (Y.M.C.A.)」
  - 『TWILIGHT MADE …HIDEKI』
- 斉藤由貴
  - 「卒業」
- 坂本冬美
  - 「夜桜お七」
- サザンオールスターズ
  - 『タイニイ・バブルス』
  - 『ステレオ太陽族』
  - 『NUDE MAN』
  - 『KAMAKURA』
- 財津和夫
  - 『City Swimmer』
- 佐藤博
  - 『SOUND OF SCIENCE』
- 坂本龍一&カクトウギセッション
  - 『サマー・ナーヴス』
- SION
  - 『夜しか泳げない』
  - 『螢』
- シブがき隊
  - 「100%…SOかもね!」
- 杉山清貴
  - 『beyond...』
- スターダストレビュー
  - 『STARDUST REVUE』
  - 『SOLA』
- スピッツ
  - 『スピッツ』
  - 『Crispy!』
  - 『空の飛び方』
  - 『チェリー』

### た行
- 高中正義
  - 『TRAUMATIC 極東探偵団』
- 田原俊彦
  - 「ハッとして!Good」
  - 「抱きしめてTONIGHT」
  - 「かっこつかないね」
  - 「愛しすぎて」
  - 「ごめんよ 涙」
  - 「ひとりぼっちにしないから」
  - 『TOKYO BEAT』
  - 『DOUBLE“T”』
  - 『GENTLY』
  - 『PRESENTS 〜THE GREATEST HITS IN 15YEARS〜』
  - 「DA・DI・DA」
- CHAGE and ASKA
  - 『風舞』
  - 『黄昏の騎士』
  - 『INSIDE CHAGE&ASUKA V』
  - 『Z=One』
  - 『Mr.ASIA』
  - 『RHAPSODY』
  - 『TREE』
  - 『RED HILL』
- T-SQUARE
  - 『Stars and the Moon』
- デーモン閣下
  - 『好色萬声男』

### な行
- 中島みゆき
  - 『親愛なる者へ』
  - 『臨月』
  - 『予感』
  - 『miss M.』
  - 『36.5℃』
  - 『中島みゆき』
- 長渕剛
  - 「孤独なハート」
  - 『HOLD YOUR LAST CHANCE』
- 中森明菜
  - 『NEW AKINA エトランゼ』
  - 『ANNIVERSARY』
  - 「サザン・ウインド」
  - 『POSSIBILITY』
  - 「飾りじゃないのよ涙は」
  - 『BITTER AND SWEET』
  - 『D404ME』
  - 『不思議』

### は行
- 浜田省吾
  - 『Illumination』
  - 『MIND SCREEN』
  - 『君が人生の時…』
  - 『愛の世代の前に』
  - 『PROMISED LAND 〜約束の地』
- 原由子
  - 『はらゆうこが語るひととき』
  - 「負けるな女の子!」[注 1]
- 原田知世
  - 「時をかける少女」
  - 『NEXT DOOR』
  - 『Soshite』
- 久石譲
  - 『illusion』
- ヒロスケ
  - 『風来坊（Who Lie Bow）〜Song for stranger〜』
- 深町純
  - 『Spiral Steps』
- 光GENJI
  - 『Hello…I Love You』
  - 『Cool Summer』
  - 『VICTORY』
  - 『宇宙遊詠』
- BE∀T BOYS
  - 『GO!GO! BE∀T BOYS!!』
- 藤井隆
  - 「ナンダカンダ」
- 本田美奈子
  - 『M'シンドローム』
  - 「1986年のマリリン」

### ま行
- 槇原敬之
  - 『君は僕の宝物』
- 松田聖子
  - 『風立ちぬ』
  - 「SQUALL」
  - 「SWEET MEMORIES」
  - 「Windy Shadow」
- 松田優作
  - 『Uターン』
- 松任谷由実
  - 『紅雀』
  - 『流線形'80』
  - 『OLIVE』
  - 『悲しいほどお天気』
  - 『時のないホテル』
  - 『SURF & SNOW』
  - 『水の中のASIAへ』
  - 『昨晩お会いしましょう』
  - 『PEARL PIERCE』
  - 『REINCARNATION』
  - 『VOYAGER』
  - 『NO SIDE』
  - 「メトロポリスの片隅で」
  - 『DA・DI・DA』
  - 『ALARM à la mode』
  - 『ダイアモンドダストが消えぬまに』
  - 『Delight Slight Light KISS』
  - 『LOVE WARS』
  - 『天国のドア』
  - 『DAWN PURPLE』
  - 「最後の嘘」
  - 『Cowgirl Dreamin'』
  - 『スユアの波』
  - 『Frozen Roses』
- 松野こうき
  - 『アナザー・サイド』
- 松原みき
  - 「真夜中のドア〜Stay With Me」
- 松山千春
  - 『あなただけの季節』
  - 『Message』
  - 『純』
- 南こうせつ
  - 『帰郷』
- 都はるみ
  - 「北の宿から」
- 森川由加里
  - 「SHOW ME」
- 森口博子
  - 「視線」
- 森高千里
  - 『ミーハー』

### や行
- 八神純子
  - 『Mr.メトロポリス』
  - 『LONELY GIRL』
- 矢沢永吉
  - 『THE STAR IN HIBIYA』
  - 『ゴールドラッシュ』
- 山下久美子
  - 『バスルームから愛をこめて』
  - 『雨の日は家にいて』
  - 『and Sophia's back』
  - 『BLONDE』
- 山下達郎
  - 『ARTISAN』
  - 「DREAMING GIRL」
  - 「ヘロン」
  - 『COZY』
- UNICORN
  - 「働く男」
- 吉田拓郎
  - 『大いなる人』
  - 『ローリング30』
  - 『TAKURO TOUR 1979』
  - 『TAKURO TOUR 1979 Vol.2 落陽』
  - 『無人島で…。』
  - 『吉田拓郎 ONE LAST NIGHT IN つま恋』
  - 『MUCH BETTER』
  - 『ひまわり』
  - 『176.5』

### ら行
- L'Arc〜en〜Ciel
  - 『True』

### わ行
- 渡辺美里
  - 『eyes』
  - 『Lovin' you』
  - 『BREATH』
  - 『ribbon』
  - 『Flower bed』
- わらべ
  - 「もしも明日が…。」

### サウンドトラック
コンピュータゲーム
- 『ドラゴンクエストの世界「ドラゴンクエストII」悪霊の神々』

映画
- 『この愛の物語 オリジナル・サウンドトラック』

ドラマ
- 『日本テレビ系水曜ドラマ 恋のバカンス オリジナル・サウンドトラック』

テレビ番組
- 『パリ・モスクワ・北京 〜夢追人たちのメロディ〜』

## ディスコグラフィー

### オリジナル・アルバム
自身の発売したオリジナルアルバムの一覧。
| タイトル                                                    | 発売年月日 | 品番        |
| ----------------------------------------------------------- | ---------- | ----------- |
| J                                                           | 1983.7.5   | LP:RAL-8807 |
| Jake Concepcion Plays Standards Misty                       | 1985       | 32DH-274    |
| EMOTION                                                     | 1987       | RCD-1420    |
| JAKE BOX Vol.1～WAITING BAR～                               | 1994.12.16 | BVCR-1515   |
| JAKE BOX Vol.2〜Manhattan kiss Tribute to Mariya Takeuchi〜 | 1994.12.16 | BVCR-1516   |
| JAKE BOX Vol.3～RHAPSODY Tribute to YOSUI INOUE～           | 1995.3.24  | BVCR-1529   |
| JAKE BOX Vol.4～MOMENTS OF LOVE～                           | 1995.3.24  | BVCR-1530   |
| JAKE BOX Vol.5～SOUTHERN WIND Tribute to Keisuke Kuwata～   | 1995.9.21  | BVCR-1535   |

### シングル
| タイトル        | c/w                      | 発売年月日 | 品番     |
| --------------- | ------------------------ | ---------- | -------- |
| Dangerous Night | Long Way To Love(岸正之) | 1988.02.03 | 10282-07 |

### タイアップ一覧
| 曲名            | タイアップ                                                  |
| --------------- | ----------------------------------------------------------- |
| Dangerous Night | 日本テレビ系テレビドラマ『NEWジャングル』オープニングテーマ |